# Supernaut
Supernaut est un groupe australien de glam rock, originaire de Perth, en Australie-Occidentale, actif entre 1974 et 1980. Formé en tant que groupe de pub rock sous le nom de Moby Dick, par les frères d'origine britannique Chris Burnham à la guitare et Joe Burnham à la batterie, ils sont rejoints à la fin de 1974 par leur compatriote immigrant Gary Twinn au chant. Après que Randall Murphy ait rejoint le groupe à la basse, ils changent de nom.
Le premier single du groupe, I Like It Both Ways (mai 1976), est produit par Molly Meldrum (en) et est largement promu dans son émission télévisée de musique pop, Countdown. Il culmine à la 16e place sur le palmarès des singles Kent Music Report. Leur premier album éponyme atteint la 13e place sur le palmarès des albums Kent Music Report en novembre de la même année. Murphy part en juin 1976, et est définitivement remplacé à la basse par Philip Foxman en août. L'album contient un autre single, Too Hot to Touch (septembre 1976), qui apparaît à la 14e position. En avril 1979, le groupe raccourcit son nom en Nauts, revient à un son pub rock plus heavy et sort un deuxième album homonyme en décembre 1979. Ils se séparent en mars de l'année suivante, et des réunifications ont lieu en 2007 et 2016.

## Histoire
Supernaut est formé sous le nom de Moby Dick, un groupe de pub rock, par les frères d'origine britannique Chris Burnham à la guitare et Joe Burnham à la batterie. Un autre immigrant britannique, Gary Twinn, se joint au chant principal (ex-Sidewinders) à la fin de 1974. Peu de temps après, Randall Murphy se met à la guitare basse et ils changent leur nom pour Supernaut. Le nom fait référence à Supernaut  (septembre 1972), un morceau du groupe britannique de heavy metal Black Sabbath. Le musicologue australien Ian McFarlane observe que « malgré son nom de poids lourd, le groupe... a développé un style glam rock à l'esprit commercial qui reposait autant sur l'impact visuel que sur le son de la musique ».
Le groupe déménage à Melbourne et est signé chez Polydor Records en 1976 sur recommandation de Molly Meldrum (en) (à son tour prévenu par Paul McCartney),,. En mai 1976, ils sortent leur premier single, I Like It Both Ways, produit par Meldrum,,. La chanson est initialement boudée par certaines stations de radio commerciales de Sydney en raison de ses paroles controversées,, mais la promotion dans l'émission de musique pop télévisée de Meldrum, Countdown, encourage les stations de radio à jouer la piste. I Like It Both Ways atteint la 16e place sur le palmarès des singles Kent Music Report,.
En 1977, le groupe sort deux singles originaux, Young and Innocent (avril), et The Kids Are out Tonight (juillet),, et une reprise de Let's Spend the Night Together (novembre), initialement par The Rolling Stones. Ils travaillent beaucoup sur les sessions d'enregistrement d'un deuxième album proposé, avec des titres de travail tels que Exile et Test Pressing. The Kids Are out Tonight est issu de ces sessions. Après plus d’un an, ils réalisent que leur style musical est déconnecté et le projet est abandonné,. En avril 1978, ils sortent un autre single, Unemployed,. avant de quitter Polydor.
En novembre, ils soutiennent les concerts de Lou Reed et Suzie Quatro. Julie Meldrum du Canberra Times décrit leur performance à Narrabundah : « Les problèmes ont commencé lorsque le groupe de rock de Perth Supernaut, qui prospère grâce à l'attrait du « bopper », est entré sur scène. La foule s'est précipitée vers le groupe et beaucoup ont dû être forcés. Une fois que le groupe a terminé son set, les organisateurs ont dû appeler la foule à reculer de la scène « sinon, quelqu'un sera blessé ».
Le groupe déménage à Sydney et est signé chez Wizard Records de Robie Porter au milieu de 1978. Ils reviennent à leurs influences pub rock d'origine et « adoptent une direction quasi-punk/new wave ». Avec l'ajout de Noel Kennedy aux claviers, ils sortent Spies (décembre 1978). McFarlane note que leur « répertoire live comprend des reprises de morceaux de David Bowie, des Stranglers, XTC et the Doors ». Ils raccourcissent leur nom en Nauts en avril 1979 et sortent Black Market World,, suivi d'un nouvel album sous ce nom en décembre 1979, produit par Porter. Le groupe se sépare en mars 1980.

### Post-séparation
Deux ans plus tard, Gary Twinn était de retour au Royaume-Uni, où il forme Twenty Flight Rockers avec l'ancien batteur de Generation X Mark Laff,, et il joue ensuite avec le supergroupe de rock International Swingers. Chris Burnham joue dans The Saints avec Chris Bailey entre 1982 et 1989. Philip Foxman forme Illustrated Man en 1984 avec le membre japonais Rob Dean, le claviériste Gary Numan Roger Mason et Hugo Burnham de Gang of Four. Ils enregistrent un album éponyme et font une tournée au Royaume-Uni et aux États-Unis avec leur single Head Over Heels, se classant parmi les 20 meilleurs dans les charts dance de MTV. Foxman mène ensuite une carrière solo en sortant deux albums, West 4th and Charles et Up Antenna, en plus d'être compositeur musical pour le spectacle Off Broadway, Atomic, qui dure une saison limitée au Acorn Theatre de New York.
Supernaut reformé pour la tournée Countdown Spectacular 2 en Australie de fin août à début septembre 2007 En 2016, Supernaut commémore le 40e anniversaire de I Like It Both Ways avec une tournée de trois jours du 16 au 18 juin, suivie d'un autre concert le 25 juin à l'hôtel Charles de Perth,,.

## Membres
- Chris Burnham – guitare (1974-1980, 2007, 2016)
- Joe Burnham – batterie (1974-1980, 2007, 2016)
- Gary Twinn – chant (1974-1980, 2007, 2016)
- Randall Murphy – basse (1974-1976)
- Little Russ Silver (alias Argentino Russo) – guitare basse (1976)
- Philip Foxman – guitare basse, claviers (1976-1980, 2007, 2016)
- Noel Kennedy – claviers (1978-1980, 2016)

## Discographie

### Albums studio
| Titre                  | Détails | Meilleure position |
| Titre                  | Détails | AUS                |
| ---------------------- | --- | ------------------ |
| Supernaut              | - Sortie : novembre 1976 - Premier album studio - Étiquette : Polydor Records - Format : Vinyle, cassette          | 13                 |
| The Nauts              | - Sortie : décembre 1979 - Deuxième album studio - Label : Wizard Records - Format : Vinyle, cassette              | —                  |
| I Like It Both Ways,   | - Sortie : 1995 - Premier album à succès - Label : Aureate Records - Format : disque compact                       | —                  |
| The Best of Supernauts | - Sortie : 28 janvier 2016 - Deuxième album à succès - Label : Aureate Records - Format : Téléchargement numérique | —                  |

### Singles
| Année | Titre                          | AUS |
| ----- | ------------------------------ | --- |
| 1976  | I Like It Both Ways            | 16  |
| 1976  | Too Hot to Touch               | 14  |
| 1977  | Let's Spend the Night Together | —   |
| 1977  | Young and Innocent             | 40  |
| 1977  | The Kids Are out Tonight       | 44  |
| 1978  | Unemployed                     | 80  |
| 1978  | Spies                          | —   |
| 1979  | Black Market World (des Nauts) | —   |

## Distinctions

### King of Pop Awards
Les King of Pop Awards sont votés par les lecteurs de TV Week. Le prix King of Pop débute en 1967 et se poursuit jusqu'en 1978.
| Année | Nomination  | Prix                                               | Résultat |
| ----- | ----------- | -------------------------------------------------- | -------- |
| 1976  | Propre rôle | Meilleure performance australienne à la télévision | Lauréat  |
| 1976  | Propre rôle | Nouveau groupe populaire                           | Lauréat  |